# Indy Racing League 1996
Die IRL-Saison 1996 war die erste Saison der US-amerikanischen Indy Racing League und die 75. Meisterschaftssaison im US-amerikanischen Formelsport. Sie begann am 27. Januar 1996 in Orlando und endete am 26. Mai 1996 in Indianapolis. Den Meistertitel gewannen Scott Sharp und Buzz Calkins, die die Saison punktgleich beendeten.

## Rennergebnisse
| Nr. | Datum      | Veranstaltung (Rennstrecke)                                | Distanz (Meilen) | Sieger        | Team                         | Pole-Position |
| --- | ---------- | ---------------------------------------------------------- | ---------------- | ------------- | ---------------------------- | ------------- |
| 1   | 27. Januar | Indy 200 at Walt Disney World (Walt Disney World Speedway) | 200              | Buzz Calkins  | Bradley Motorsports          | Buddy Lazier  |
| 2   | 24. März   | Dura-Lube 200 (Phoenix International Raceway)              | 200              | Arie Luyendyk | Byrd Leberle Treadway Racing | Arie Luyendyk |
| 3   | 26. Mai    | Indianapolis 500-Mile Race (Indianapolis Motor Speedway)   | 500              | Buddy Lazier  | Hemelgarn Racing             | Tony Stewart  |

## Punktestand

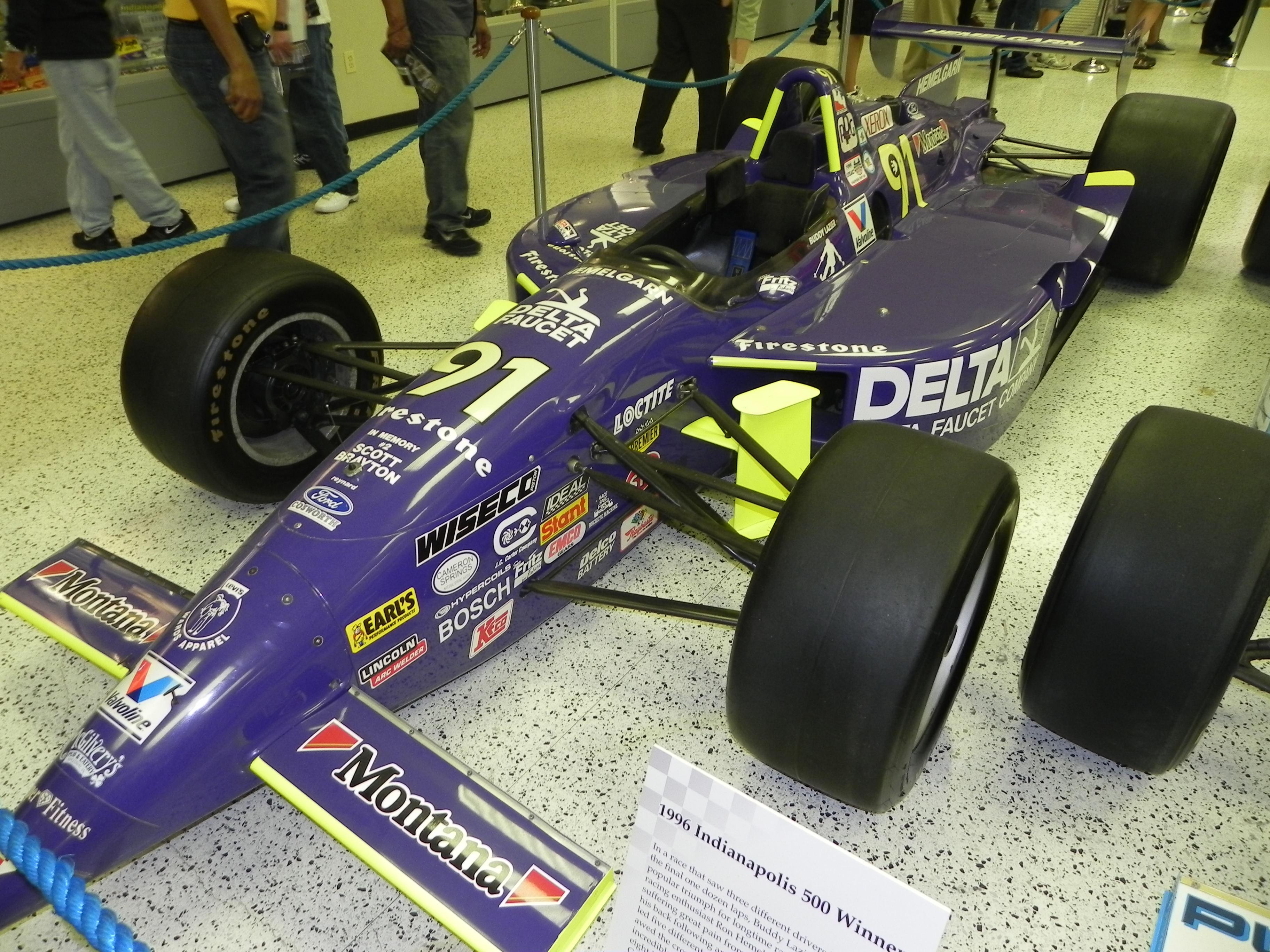
Laziers Indy-500-Wagen. Im Jahr 1996 wurde noch mit alten CART-Wagen gefahren

### Fahrer
| Pl. | Fahrer           | Punkte |
| --- | ---------------- | ------ |
| 1.  | Buzz Calkins     | 246    |
| 1.  | Scott Sharp      | 246    |
| 3.  | Robbie Buhl      | 240    |
| 4.  | Richie Hearn     | 237    |
| 4.  | Roberto Guerrero | 237    |
| 6.  | Mike Groff       | 228    |
| 7.  | Arie Luyendyk    | 225    |
| 8.  | Tony Stewart     | 204    |
| 9.  | Davey Hamilton   | 192    |
| 9.  | Johnny O’Connell | 192    |
| 11. | Michele Alboreto | 189    |
| 12. | Lyn St. James    | 186    |

| Pl. | Fahrer                 | Punkte |
| --- | ---------------------- | ------ |
| 13. | Stéphan Grégoire       | 165    |
| 14. | Buddy Lazier           | 159    |
| 15. | John Paul jr.          | 153    |
| 16. | Eddie Cheever          | 147    |
| 17. | Johnny Parsons         | 141    |
| 18. | Scott Brayton          | 111    |
| 19. | Dave Kudrave           | 80     |
| 20. | Jim Guthrie            | 74     |
| 20. | Michel Jourdain junior | 74     |
| 22. | Fermín Vélez           | 60     |
| 23. | Eliseo Salazar         | 58     |
| 24. | Johnny Unser           | 56     |

| Pl. | Fahrer              | Punkte |
| --- | ------------------- | ------ |
| 25. | Stan Wattles        | 44     |
| 26. | Davy Jones          | 33     |
| 27. | Paul Durant         | 32     |
| 28. | Alessandro Zampedri | 31     |
| 29. | Danny Ongais        | 28     |
| 30. | Hideshi Matsuda     | 27     |
| 31. | Racin Gardner       | 20     |
| 31. | Scott Harrington    | 20     |
| 33. | Mark Dismore        | 16     |
| 34. | Joe Gosek           | 13     |
| 35. | Brad Murphey        | 12     |
| 36. | Marco Greco         | 9      |